# Sakızlı Ahmed Esat Pascià
Sakızlı Ahmed Esat Pascià (Sakız, 1828 – Smirne, 1875) è stato un politico ottomano. L'epiteto "Sakızlı" allude alle origini di Ahmet Esad.

## Biografia
Ahmed Esad Pascià nacque nel 1828 sull'isola di Chio, figlio di Kolağası Mehmed Bey. Nel 1858, si diplomò al Collegio Militare Ottomano (Mekteb-i Erkân-ı Harbiyye-i Şâhâne) di Istanbul e divenne un protetto di Fu'ad Pascià.
Fu inviato a Parigi, come addetto militare e direttore della scuola ottomana. Quando il sultano Abdülaziz si recò a Parigi con Mehmed Fuad Pascià nel 1867, incontrò anche il giovane Ahmed e deve essere rimasto così impressionato che lo richiamò prontamente a Istanbul. Ahmed Esad salì rapidamente nella gerarchia di palazzo e divenne membro del Consiglio per gli affari militari (Dâr-ı Şûrâ-yı Askeriyye; anche "Consiglio dei ministri della guerra"). Fu poi brevemente serraschiere delle truppe ottomane in Bosnia con il grado di ferik. Nel 1868 fu sanjak-bey di Scutari e nel 1872 di Sivas. Successivamente, Ahmed Esad Pascià servì come serraschiere, fu tophane müşiri ("maestro di attrezzature") e ministro della marina. Per due volte il Sultano lo nominò Gran Visir dell'Impero Ottomano: prima Ahmed Esad Pascià fu nominato il 15 febbraio 1873 e servì fino al 15 aprile 1873. Il primo mandato fu breve perché la nomina del giovane fu considerata inopportuna dalla Sublime porta. Ahmed Esad Pascià andò poi a Konya come governatore, poi in Siria.
Dal 26 aprile 1875 al 26 agosto 1875, Ahmed Esad Pascià fu nuovamente impiegato come Gran Visir. Dopo il suo licenziamento, andò ad Aydın come governatore. Ahmed Esad Pascià morì il 29 novembre 1875 come governatore del Vilāyet di Aydın e fu sepolto a Smirne.